# Ильбеши (Чебоксарский район)
Ильбе́ши (чув. Илпеш) — деревня в Чебоксарском районе Чувашской Республики. Входит в состав Синьяльского сельского поселения.

## География
Находится в северной части Чувашии на расстоянии приблизительно 2 км на северо-восток от райцентра поселка Кугеси.

## История
Известна с 1747 года, когда в ней учтено было 247 мужчин. В 1858 году было 356 жителей, в 1897—379. В 1926 уже учитывалась как две деревни: 73 двора и 336 жителей в Больших Ильбешах, 26 и 123 в Малых Ильбешах, в 1939 году 324 человека в Больших Ильбешах и 131 в Малых. Официально объединена в 1962 году. В 1979 году было учтено 407 жителей. В 2002 году 107 дворов, 2010 — 88 домохозяйств. В период коллективизации были организованы колхоз «Красная Звезда» и «Красный конь», позже колхоз им. Мичурина, в 2010 году действовал СХПК им. Кадыкова.

## Население
Постоянное население составляло 289 человек (чуваши 94 %) в 2002 году, 268 в 2010.